# Demostración inválida
En matemáticas, hay múltiples demostraciones matemáticas de contradicciones obvias. A pesar de que las demostraciones son erróneas, los errores son sutiles, y la mayor parte de las veces, intencionados. Estas falacias se consideran normalmente meras curiosidades, pero pueden ser usadas para ilustrar la importancia del rigor en esta área.
La mayoría de estas demostraciones dependen de variantes del mismo error. El error consiste en usar una función f que no es biyectiva, para observar que f(x) = f(y) para ciertas x e y, concluyendo (erróneamente) que por tanto x = y. La división por cero es un caso particular: la función f es x → x × 0, y el paso erróneo es comenzar con x × 0 = y × 0 y con ello concluir que x = y.

## Ejemplos

### Demostración de que 1 equivale a −1
Supongamos que estamos trabajando en el conjunto de los Números Complejos y comencemos con lo siguiente:
1=1 es igual a que los elementos son reflejantes
Ahora, los convertimos en fracciones
{\displaystyle {\frac {1}{-1}}={\frac {-1}{1}}}
Aplicando la raíz cuadrada en ambos lados obtenemos
{\displaystyle {\sqrt {\frac {1}{-1}}}={\sqrt {\frac {-1}{1}}}}
Que equivale a
{\displaystyle {\frac {\sqrt {1}}{\sqrt {-1}}}={\frac {\sqrt {-1}}{\sqrt {1}}}}
Pero ya que {\displaystyle i={\sqrt {-1}}} (ver número imaginario), podemos sustituirlo, obteniendo
{\displaystyle {\frac {1}{i}}={\frac {i}{1}}}
Reordenando la ecuación para eliminar las fracciones, obtenemos
{\displaystyle 1^{2}=i^{2}\ }
Y ya que {\displaystyle i^{2}=-1} tenemos como resultado
{\displaystyle 1=-1\ }
Q.E.D.
Esta demostración es una falacia matemática. Si bien es correcto que:
{\displaystyle {\sqrt {\frac {1}{-1}}}={\sqrt {\frac {-1}{1}}}}
No es válido el paso siguiente:
{\displaystyle {\frac {\sqrt {1}}{\sqrt {-1}}}={\frac {\sqrt {-1}}{\sqrt {1}}}}
Ya que:
{\displaystyle {\sqrt {\frac {1}{-1}}}\neq {\frac {\sqrt {1}}{\sqrt {-1}}}}

### Demostración de que 1 es menor que 0
Supongamos que
{\displaystyle x<1}
Ahora tomamos el logaritmo en ambos lados de la desigualdad. Podemos hacerlo siempre que x > 0, porque los logaritmos crecen monótonamente. Si tenemos en cuenta que el logaritmo de 1 es 0, obtendremos
{\displaystyle \ln x<0}
Dividir por ln x da como resultado
{\displaystyle 1<0}
Q.E.D.
El error se encuentra en el último paso, la división. Este procedimiento es incorrecto porque al ser x < 1 (por suposición original) el resultado de ln x debe dar un número negativo. Si dividimos ambos miembros por un término negativo es necesario invertir el símbolo de la desigualdad. Por esta razón, el resultado correcto es: 
1 > 0.
(Véase la demostración correcta en "Demostración matemática)".

### Demostración de que 2 equivale a 1
Sean a y b dos cantidades iguales. Se sigue que:
| a              | = | b        |
| a²             | = | ab       |
| a² - b²        | = | ab - b²  |
| (a - b)(a + b) | = | b(a - b) |
| a + b          | = | b        |
| b + b          | = | b        |
| 2b             | = | b        |
| 2              | = | 1        |

Q.E.D.
La falacia se encuentra de la línea 4 a la 5: donde siendo  a=b, en el mismo término a² - b² se anulan dando en el mismo término cero y como la división por cero no está definida, la demostración no es válida. 
La otra falacia es que también se demostraría que a = 0, pues si: a + b = b => a = b - b => a = 0

### Otra demostración de que 1 equivale a 2
- Por definición de la multiplicación, se tiene que, para x ≠ 0,
{\displaystyle x=1+1+...+1} (x términos)
- Multiplicando ambos lados por x,
{\displaystyle x^{2}=x+x+...+x} (x términos)
- Derivando con respecto a x,
{\displaystyle 2x=1+1+...+1} (x términos)
- Ahora bien, volviendo a la primera línea, se ve que el lado derecho de esa igualdad es x, y por lo tanto,
{\displaystyle 2x=x}
- Dividiendo ambos lados por x (lo cual es posible, pues que sea un número no significa que x ≠ 0), se tiene
{\displaystyle 2=1}

Q.E.D.
El error: en la primera línea de la supuesta demostración se asumió que x era entero; dicha expresión no tiene sentido para números no enteros. Por otro lado, para derivar funciones hace falta un dominio continuo como los reales, no los enteros; para cada x entero se tiene una ecuación correcta, pero para derivar ambos lados hace falta una ecuación de funciones, no de enteros, y la función x + x +... + x "con x términos" no tiene sentido en general (¿cómo se pueden tener x términos?), con lo cual no es derivable.
Otra forma de ver el error es que se están derivando dos funciones distintas con derivada distinta pero que se intersecan en un punto. En este sentido se confirma que F(x) = G(x) pero se asume, erróneamente, que F'(x) = G'(x).

### Demostración de que 4 equivale a 2
4 = 4
Restamos a ambos lados de la ecuación
4 - 4 = 4 - 4
En un lado factorizamos usando la "suma por su diferencia" y en el otro lado se factoriza por 2
(2 - 2) (2 + 2) = 2 (2 - 2)
Cancelamos los términos iguales a cada lado de la ecuación (2 - 2)
(2 + 2) = 2
Nos queda como resultado
4 = 2
Q.E.D.
La falacia se encuentra en el paso de la línea 3 a la 4, ya que implica una división por (2 - 2), que es cero. Como la división por cero no está definida, la demostración no es válida.

### Demostración de queaequivale ab
Comenzamos con
a - b = c

Elevamos al cuadrado ambos lados
a² - 2ab + b² = c²
Como (a - b)(c) = c² = ac - bc, podemos reescribirlo como
a² - 2ab + b² = ac - bc
Si lo reordenamos, obtenemos
a² - ab - ac = ab - b² - bc
Factorizamos ambos miembros
a(a - b - c) = b(a - b - c)
Dividimos ambos miembros por (a - b -c)
a(a - b - c) = b(a - b - c)
Al final
a = b
Q.E.D.
La falacia consiste en que si a - b = c, entonces a - b - c = 0, por lo que hemos realizado una división por cero, que invalida la demostración.

### Demostración de que 0 equivale a 1
Lo siguiente es una "demostración" de que 0 es igual a 1
| 0 | = | 0 + 0 + 0 +...                          |                  |
|   | = | (1 − 1) + (1 − 1) + (1 − 1) +...        |                  |
|   | = | 1 + (−1 + 1) + (−1 + 1) + (−1 + 1) +... | (ley asociativa) |
|   | = | 1 + 0 + 0 + 0 = 1                       |                  |
|   | = | 1                                       |                  |

Q.E.D.
El error se encuentra en que la ley asociativa no se puede aplicar libremente a sumas infinitas a menos que sean absolutamente convergentes. Esta última era, según Guido Ubaldus, la demostración de que Dios existe, ya que se había "creado" algo de la nada. Fuera de esto, si se pudiera aplicar la ley asociativa, entonces esto sería válido para todos los números, es decir, todos los números serían iguales a 0, y, por la transitividad de la igualdad, todos los números serían el mismo número.